# Svîtînți, Pohrebîșce
Svîtînți (în ucraineană Свитинці) este un sat în comuna Șîrmivka din raionul Pohrebîșce, regiunea Vinnița, Ucraina.

## Demografie
Componența lingvistică a localității Svîtînți
     Ucraineană (99,6%)
     Alte limbi (0,4%)
Conform recensământului din 2001, majoritatea populației localității Svîtînți era vorbitoare de ucraineană (99,6%), existând în minoritate și vorbitori de alte limbi.

## Legături externe
- pl Śwityńce în Dicționarul geografic al Regatului Poloniei și al altor țări slave, volum XI (Sochaczew — Szlubowska Wola) 1890